# Свръзка (шахмат)
|   | a | b | c | d | e | f | g | h |   |
| 8 | черен топ на черно поле b8 · черен цар на бяло поле c8 · черен кон на бяло поле e6 · бял офицер на бяло поле f5 · бял кон на черно поле b4 · бяла дама на бяло поле b1 · бял цар на бяло поле d1 | черен топ на черно поле b8 · черен цар на бяло поле c8 · черен кон на бяло поле e6 · бял офицер на бяло поле f5 · бял кон на черно поле b4 · бяла дама на бяло поле b1 · бял цар на бяло поле d1 | черен топ на черно поле b8 · черен цар на бяло поле c8 · черен кон на бяло поле e6 · бял офицер на бяло поле f5 · бял кон на черно поле b4 · бяла дама на бяло поле b1 · бял цар на бяло поле d1 | черен топ на черно поле b8 · черен цар на бяло поле c8 · черен кон на бяло поле e6 · бял офицер на бяло поле f5 · бял кон на черно поле b4 · бяла дама на бяло поле b1 · бял цар на бяло поле d1 | черен топ на черно поле b8 · черен цар на бяло поле c8 · черен кон на бяло поле e6 · бял офицер на бяло поле f5 · бял кон на черно поле b4 · бяла дама на бяло поле b1 · бял цар на бяло поле d1 | черен топ на черно поле b8 · черен цар на бяло поле c8 · черен кон на бяло поле e6 · бял офицер на бяло поле f5 · бял кон на черно поле b4 · бяла дама на бяло поле b1 · бял цар на бяло поле d1 | черен топ на черно поле b8 · черен цар на бяло поле c8 · черен кон на бяло поле e6 · бял офицер на бяло поле f5 · бял кон на черно поле b4 · бяла дама на бяло поле b1 · бял цар на бяло поле d1 | черен топ на черно поле b8 · черен цар на бяло поле c8 · черен кон на бяло поле e6 · бял офицер на бяло поле f5 · бял кон на черно поле b4 · бяла дама на бяло поле b1 · бял цар на бяло поле d1 | 8 |
| 7 | черен топ на черно поле b8 · черен цар на бяло поле c8 · черен кон на бяло поле e6 · бял офицер на бяло поле f5 · бял кон на черно поле b4 · бяла дама на бяло поле b1 · бял цар на бяло поле d1 | черен топ на черно поле b8 · черен цар на бяло поле c8 · черен кон на бяло поле e6 · бял офицер на бяло поле f5 · бял кон на черно поле b4 · бяла дама на бяло поле b1 · бял цар на бяло поле d1 | черен топ на черно поле b8 · черен цар на бяло поле c8 · черен кон на бяло поле e6 · бял офицер на бяло поле f5 · бял кон на черно поле b4 · бяла дама на бяло поле b1 · бял цар на бяло поле d1 | черен топ на черно поле b8 · черен цар на бяло поле c8 · черен кон на бяло поле e6 · бял офицер на бяло поле f5 · бял кон на черно поле b4 · бяла дама на бяло поле b1 · бял цар на бяло поле d1 | черен топ на черно поле b8 · черен цар на бяло поле c8 · черен кон на бяло поле e6 · бял офицер на бяло поле f5 · бял кон на черно поле b4 · бяла дама на бяло поле b1 · бял цар на бяло поле d1 | черен топ на черно поле b8 · черен цар на бяло поле c8 · черен кон на бяло поле e6 · бял офицер на бяло поле f5 · бял кон на черно поле b4 · бяла дама на бяло поле b1 · бял цар на бяло поле d1 | черен топ на черно поле b8 · черен цар на бяло поле c8 · черен кон на бяло поле e6 · бял офицер на бяло поле f5 · бял кон на черно поле b4 · бяла дама на бяло поле b1 · бял цар на бяло поле d1 | черен топ на черно поле b8 · черен цар на бяло поле c8 · черен кон на бяло поле e6 · бял офицер на бяло поле f5 · бял кон на черно поле b4 · бяла дама на бяло поле b1 · бял цар на бяло поле d1 | 7 |
| 6 | черен топ на черно поле b8 · черен цар на бяло поле c8 · черен кон на бяло поле e6 · бял офицер на бяло поле f5 · бял кон на черно поле b4 · бяла дама на бяло поле b1 · бял цар на бяло поле d1 | черен топ на черно поле b8 · черен цар на бяло поле c8 · черен кон на бяло поле e6 · бял офицер на бяло поле f5 · бял кон на черно поле b4 · бяла дама на бяло поле b1 · бял цар на бяло поле d1 | черен топ на черно поле b8 · черен цар на бяло поле c8 · черен кон на бяло поле e6 · бял офицер на бяло поле f5 · бял кон на черно поле b4 · бяла дама на бяло поле b1 · бял цар на бяло поле d1 | черен топ на черно поле b8 · черен цар на бяло поле c8 · черен кон на бяло поле e6 · бял офицер на бяло поле f5 · бял кон на черно поле b4 · бяла дама на бяло поле b1 · бял цар на бяло поле d1 | черен топ на черно поле b8 · черен цар на бяло поле c8 · черен кон на бяло поле e6 · бял офицер на бяло поле f5 · бял кон на черно поле b4 · бяла дама на бяло поле b1 · бял цар на бяло поле d1 | черен топ на черно поле b8 · черен цар на бяло поле c8 · черен кон на бяло поле e6 · бял офицер на бяло поле f5 · бял кон на черно поле b4 · бяла дама на бяло поле b1 · бял цар на бяло поле d1 | черен топ на черно поле b8 · черен цар на бяло поле c8 · черен кон на бяло поле e6 · бял офицер на бяло поле f5 · бял кон на черно поле b4 · бяла дама на бяло поле b1 · бял цар на бяло поле d1 | черен топ на черно поле b8 · черен цар на бяло поле c8 · черен кон на бяло поле e6 · бял офицер на бяло поле f5 · бял кон на черно поле b4 · бяла дама на бяло поле b1 · бял цар на бяло поле d1 | 6 |
| 5 | черен топ на черно поле b8 · черен цар на бяло поле c8 · черен кон на бяло поле e6 · бял офицер на бяло поле f5 · бял кон на черно поле b4 · бяла дама на бяло поле b1 · бял цар на бяло поле d1 | черен топ на черно поле b8 · черен цар на бяло поле c8 · черен кон на бяло поле e6 · бял офицер на бяло поле f5 · бял кон на черно поле b4 · бяла дама на бяло поле b1 · бял цар на бяло поле d1 | черен топ на черно поле b8 · черен цар на бяло поле c8 · черен кон на бяло поле e6 · бял офицер на бяло поле f5 · бял кон на черно поле b4 · бяла дама на бяло поле b1 · бял цар на бяло поле d1 | черен топ на черно поле b8 · черен цар на бяло поле c8 · черен кон на бяло поле e6 · бял офицер на бяло поле f5 · бял кон на черно поле b4 · бяла дама на бяло поле b1 · бял цар на бяло поле d1 | черен топ на черно поле b8 · черен цар на бяло поле c8 · черен кон на бяло поле e6 · бял офицер на бяло поле f5 · бял кон на черно поле b4 · бяла дама на бяло поле b1 · бял цар на бяло поле d1 | черен топ на черно поле b8 · черен цар на бяло поле c8 · черен кон на бяло поле e6 · бял офицер на бяло поле f5 · бял кон на черно поле b4 · бяла дама на бяло поле b1 · бял цар на бяло поле d1 | черен топ на черно поле b8 · черен цар на бяло поле c8 · черен кон на бяло поле e6 · бял офицер на бяло поле f5 · бял кон на черно поле b4 · бяла дама на бяло поле b1 · бял цар на бяло поле d1 | черен топ на черно поле b8 · черен цар на бяло поле c8 · черен кон на бяло поле e6 · бял офицер на бяло поле f5 · бял кон на черно поле b4 · бяла дама на бяло поле b1 · бял цар на бяло поле d1 | 5 |
| 4 | черен топ на черно поле b8 · черен цар на бяло поле c8 · черен кон на бяло поле e6 · бял офицер на бяло поле f5 · бял кон на черно поле b4 · бяла дама на бяло поле b1 · бял цар на бяло поле d1 | черен топ на черно поле b8 · черен цар на бяло поле c8 · черен кон на бяло поле e6 · бял офицер на бяло поле f5 · бял кон на черно поле b4 · бяла дама на бяло поле b1 · бял цар на бяло поле d1 | черен топ на черно поле b8 · черен цар на бяло поле c8 · черен кон на бяло поле e6 · бял офицер на бяло поле f5 · бял кон на черно поле b4 · бяла дама на бяло поле b1 · бял цар на бяло поле d1 | черен топ на черно поле b8 · черен цар на бяло поле c8 · черен кон на бяло поле e6 · бял офицер на бяло поле f5 · бял кон на черно поле b4 · бяла дама на бяло поле b1 · бял цар на бяло поле d1 | черен топ на черно поле b8 · черен цар на бяло поле c8 · черен кон на бяло поле e6 · бял офицер на бяло поле f5 · бял кон на черно поле b4 · бяла дама на бяло поле b1 · бял цар на бяло поле d1 | черен топ на черно поле b8 · черен цар на бяло поле c8 · черен кон на бяло поле e6 · бял офицер на бяло поле f5 · бял кон на черно поле b4 · бяла дама на бяло поле b1 · бял цар на бяло поле d1 | черен топ на черно поле b8 · черен цар на бяло поле c8 · черен кон на бяло поле e6 · бял офицер на бяло поле f5 · бял кон на черно поле b4 · бяла дама на бяло поле b1 · бял цар на бяло поле d1 | черен топ на черно поле b8 · черен цар на бяло поле c8 · черен кон на бяло поле e6 · бял офицер на бяло поле f5 · бял кон на черно поле b4 · бяла дама на бяло поле b1 · бял цар на бяло поле d1 | 4 |
| 3 | черен топ на черно поле b8 · черен цар на бяло поле c8 · черен кон на бяло поле e6 · бял офицер на бяло поле f5 · бял кон на черно поле b4 · бяла дама на бяло поле b1 · бял цар на бяло поле d1 | черен топ на черно поле b8 · черен цар на бяло поле c8 · черен кон на бяло поле e6 · бял офицер на бяло поле f5 · бял кон на черно поле b4 · бяла дама на бяло поле b1 · бял цар на бяло поле d1 | черен топ на черно поле b8 · черен цар на бяло поле c8 · черен кон на бяло поле e6 · бял офицер на бяло поле f5 · бял кон на черно поле b4 · бяла дама на бяло поле b1 · бял цар на бяло поле d1 | черен топ на черно поле b8 · черен цар на бяло поле c8 · черен кон на бяло поле e6 · бял офицер на бяло поле f5 · бял кон на черно поле b4 · бяла дама на бяло поле b1 · бял цар на бяло поле d1 | черен топ на черно поле b8 · черен цар на бяло поле c8 · черен кон на бяло поле e6 · бял офицер на бяло поле f5 · бял кон на черно поле b4 · бяла дама на бяло поле b1 · бял цар на бяло поле d1 | черен топ на черно поле b8 · черен цар на бяло поле c8 · черен кон на бяло поле e6 · бял офицер на бяло поле f5 · бял кон на черно поле b4 · бяла дама на бяло поле b1 · бял цар на бяло поле d1 | черен топ на черно поле b8 · черен цар на бяло поле c8 · черен кон на бяло поле e6 · бял офицер на бяло поле f5 · бял кон на черно поле b4 · бяла дама на бяло поле b1 · бял цар на бяло поле d1 | черен топ на черно поле b8 · черен цар на бяло поле c8 · черен кон на бяло поле e6 · бял офицер на бяло поле f5 · бял кон на черно поле b4 · бяла дама на бяло поле b1 · бял цар на бяло поле d1 | 3 |
| 2 | черен топ на черно поле b8 · черен цар на бяло поле c8 · черен кон на бяло поле e6 · бял офицер на бяло поле f5 · бял кон на черно поле b4 · бяла дама на бяло поле b1 · бял цар на бяло поле d1 | черен топ на черно поле b8 · черен цар на бяло поле c8 · черен кон на бяло поле e6 · бял офицер на бяло поле f5 · бял кон на черно поле b4 · бяла дама на бяло поле b1 · бял цар на бяло поле d1 | черен топ на черно поле b8 · черен цар на бяло поле c8 · черен кон на бяло поле e6 · бял офицер на бяло поле f5 · бял кон на черно поле b4 · бяла дама на бяло поле b1 · бял цар на бяло поле d1 | черен топ на черно поле b8 · черен цар на бяло поле c8 · черен кон на бяло поле e6 · бял офицер на бяло поле f5 · бял кон на черно поле b4 · бяла дама на бяло поле b1 · бял цар на бяло поле d1 | черен топ на черно поле b8 · черен цар на бяло поле c8 · черен кон на бяло поле e6 · бял офицер на бяло поле f5 · бял кон на черно поле b4 · бяла дама на бяло поле b1 · бял цар на бяло поле d1 | черен топ на черно поле b8 · черен цар на бяло поле c8 · черен кон на бяло поле e6 · бял офицер на бяло поле f5 · бял кон на черно поле b4 · бяла дама на бяло поле b1 · бял цар на бяло поле d1 | черен топ на черно поле b8 · черен цар на бяло поле c8 · черен кон на бяло поле e6 · бял офицер на бяло поле f5 · бял кон на черно поле b4 · бяла дама на бяло поле b1 · бял цар на бяло поле d1 | черен топ на черно поле b8 · черен цар на бяло поле c8 · черен кон на бяло поле e6 · бял офицер на бяло поле f5 · бял кон на черно поле b4 · бяла дама на бяло поле b1 · бял цар на бяло поле d1 | 2 |
| 1 | черен топ на черно поле b8 · черен цар на бяло поле c8 · черен кон на бяло поле e6 · бял офицер на бяло поле f5 · бял кон на черно поле b4 · бяла дама на бяло поле b1 · бял цар на бяло поле d1 | черен топ на черно поле b8 · черен цар на бяло поле c8 · черен кон на бяло поле e6 · бял офицер на бяло поле f5 · бял кон на черно поле b4 · бяла дама на бяло поле b1 · бял цар на бяло поле d1 | черен топ на черно поле b8 · черен цар на бяло поле c8 · черен кон на бяло поле e6 · бял офицер на бяло поле f5 · бял кон на черно поле b4 · бяла дама на бяло поле b1 · бял цар на бяло поле d1 | черен топ на черно поле b8 · черен цар на бяло поле c8 · черен кон на бяло поле e6 · бял офицер на бяло поле f5 · бял кон на черно поле b4 · бяла дама на бяло поле b1 · бял цар на бяло поле d1 | черен топ на черно поле b8 · черен цар на бяло поле c8 · черен кон на бяло поле e6 · бял офицер на бяло поле f5 · бял кон на черно поле b4 · бяла дама на бяло поле b1 · бял цар на бяло поле d1 | черен топ на черно поле b8 · черен цар на бяло поле c8 · черен кон на бяло поле e6 · бял офицер на бяло поле f5 · бял кон на черно поле b4 · бяла дама на бяло поле b1 · бял цар на бяло поле d1 | черен топ на черно поле b8 · черен цар на бяло поле c8 · черен кон на бяло поле e6 · бял офицер на бяло поле f5 · бял кон на черно поле b4 · бяла дама на бяло поле b1 · бял цар на бяло поле d1 | черен топ на черно поле b8 · черен цар на бяло поле c8 · черен кон на бяло поле e6 · бял офицер на бяло поле f5 · бял кон на черно поле b4 · бяла дама на бяло поле b1 · бял цар на бяло поле d1 | 1 |
|   | a | b | c | d | e | f | g | h |   |

Свръзката е шахматна тактика, при която дадена заплашена фигура не може да се премести, без да постави по-стойностна фигура под заплаха. Фигура под свръзка се нарича вързана. Офицерите, топовете и дамите могат да създават свръзки. Всяка фигура освен царят може да бъде вързана, включително пешката.
В позицията на диаграмата вдясно черният кон е вързан – който и да било негов ход би поставил черния цар в шах от белия офицер. Белият кон също е вързан – преместването му е позволено, но би поставило бялата дама под заплаха от черния топ.